# Harrach
La famille Harrach est une ancienne famille noble de l'Autriche. Elle vient probablement d'un endroit appelé Harrouche près de Freistadt. Elle reçoit en 1616 le titre de grave (comte). 

## Histoire
La première mention de la famille apparaît en 1195 dans des documents trouvés de la Stift Ranshofen (de) (à cette époque dans le Duché de Bavière, plus tard cédé à l'Autriche).

## Membres
- Karl von Harrach (en) (1570–1628) : le beau-père d'Albrecht von Wallenstein est créé comte du Saint-Empire par Ferdinand II et obtient un siège sur le banc des comtes du cercle de Souabe dans la Diète d'Empire.
- Ernst Adalbert von Harrach (1598-1667) : fils aîné du précédent, cardinal, archevêque à Prague puis à Trente, beau-frère du puissant Wallenstein, il joue un important rôle dans la Révolte de Bohême.
- Elisabeth von Harrach (1601-1654) : elle épouse Wallenstein, duc de Friedland.
- Carl-Leonhard von Harrach (mort en 1645) et Otto Frederik von Harrach : frères puinés d'Ernest Adalbert, fondent les lignées de Harrach-Rohrau et Harrach-Jilemnice.
- Ferdinand Bonaventura von Harrach (1637-1706) : ambassadeur de l'Autriche à la cour d'Espagne, il essaie en vain de faire prévaloir les prétentions des Habsbourg sur la succession d'Espagne.
- Aloys Thomas Raimund von Harrach (1669-1742) : troisième fils du précédent, succède à son père à l'ambassade d'Espagne, est nommé en 1728 vice-roi de Naples et en 1733, ministre de cabinet.
- Karl Borromäus von Harrach (1761-1829) : petit-fils cadet du précédent, exerce gratuitement la médecine durant 25 ans à Vienne et se distingue de 1805 à 1809 pour son humanité envers les blessés.
- Auguste von Harrach (1800-1873) : nièce du précédent, épouse en 1824 le roi de Prusse Frédéric-Guillaume III qui la crée princesse de Liegnitz.

## Demeures
Parmi les résidences qui ont appartenu à la famille :
- Schloss Rohrau (en): Léonhard III von Harrach a acquis la seigneurie et la forteresse de Rohrau en Basse-Autriche en 1524 ; par mariage, il est récemment tombé dans la Famille von Waldburg-Zeil.
- Château de Prugg à Bruck an der Leitha : propriété de la famille depuis 1560 à ce jour
- Palais Harrach (Freyung)
- Palais Harrach à Vienne
- Palais Harrach à Prague
- Harrachov
- Hradek et Nechanic
- Jilemnice : En 1701, Ferdinand Bonaventura Graf von Harrach acquit la ville et le domaine seigneurial de Starkenbach (Jilemnice), que la famille conserva jusqu'à son expropriation en 1945.

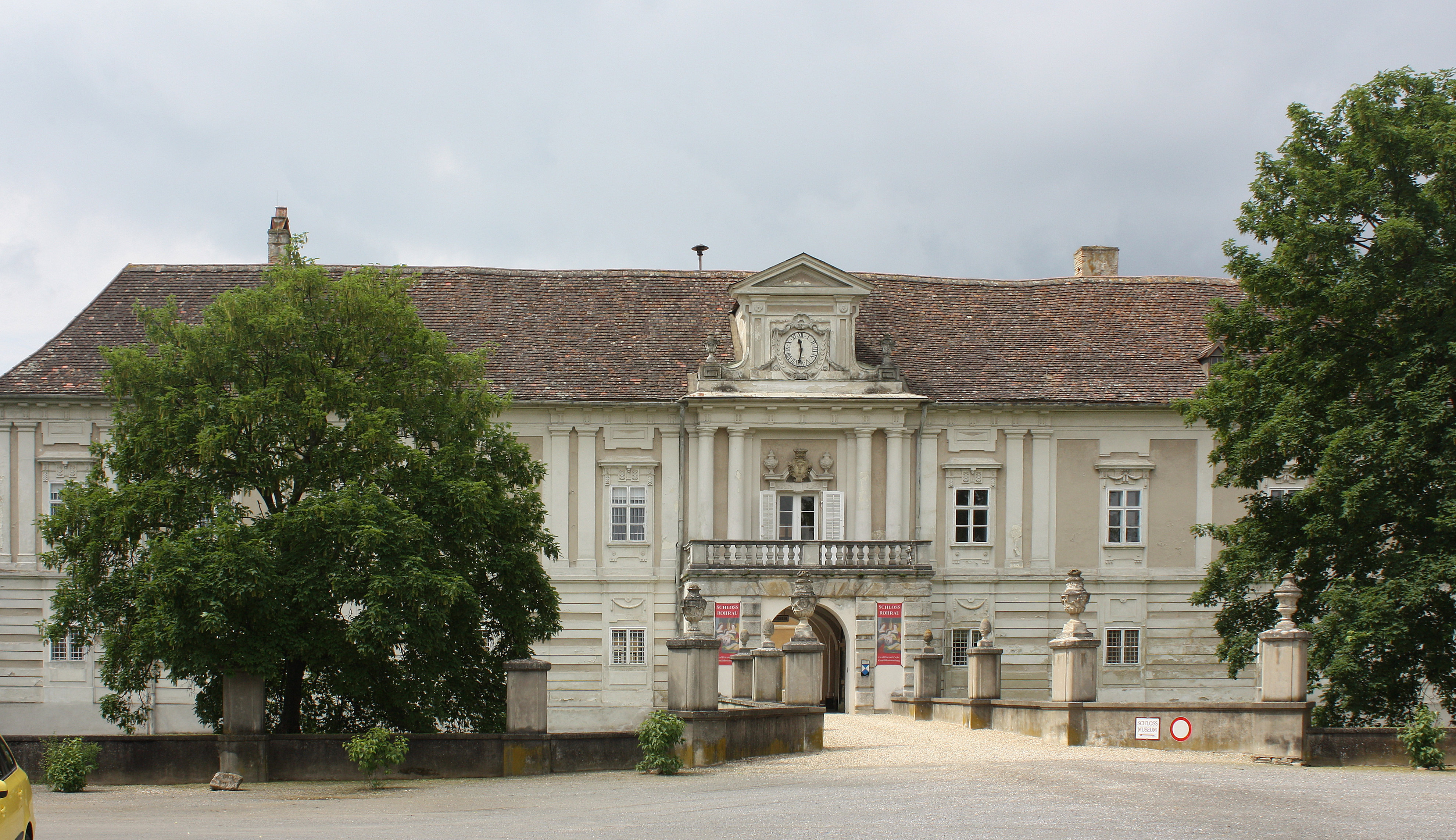
Château de Rohrau
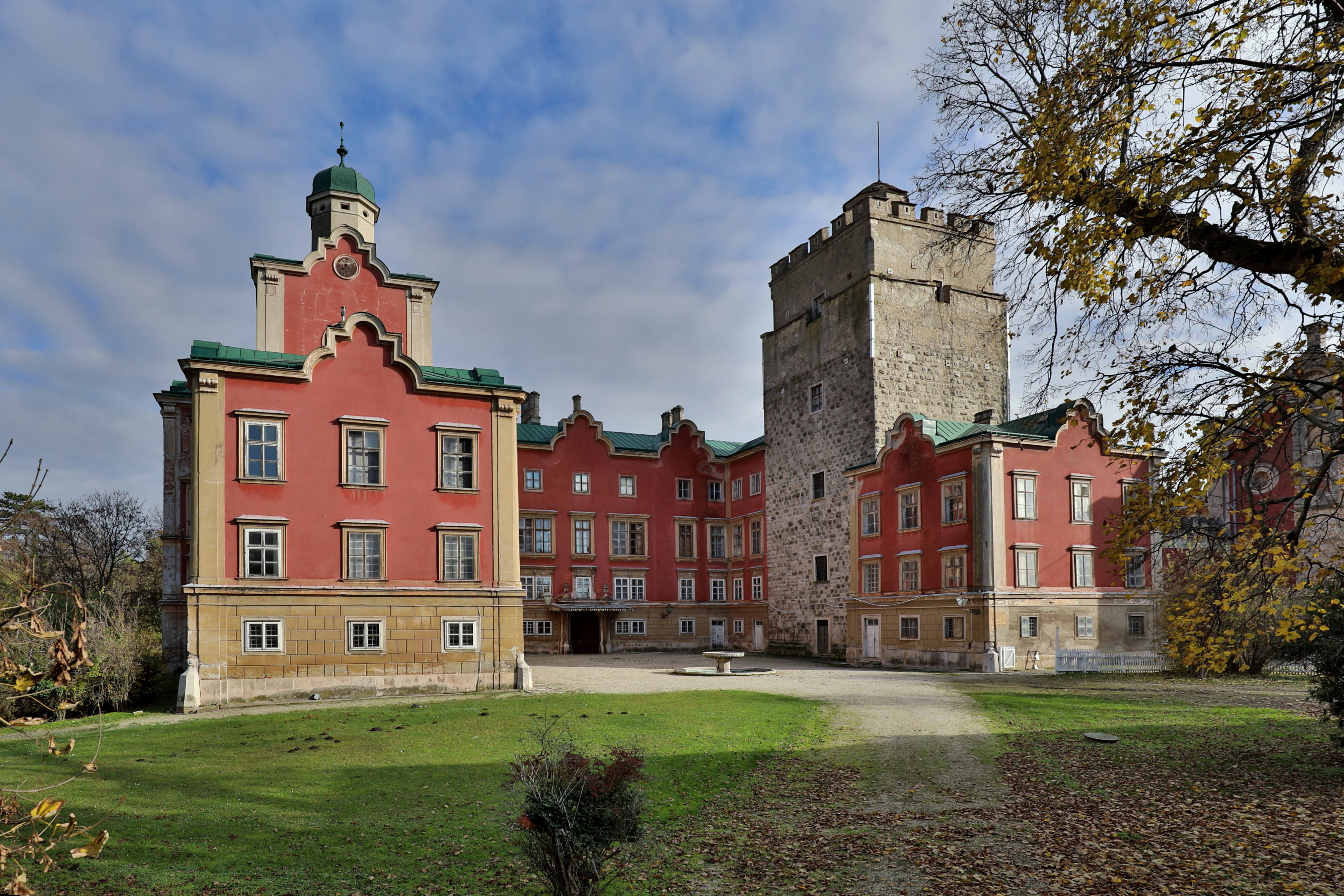
Château de Prugg à Bruck an der Leitha
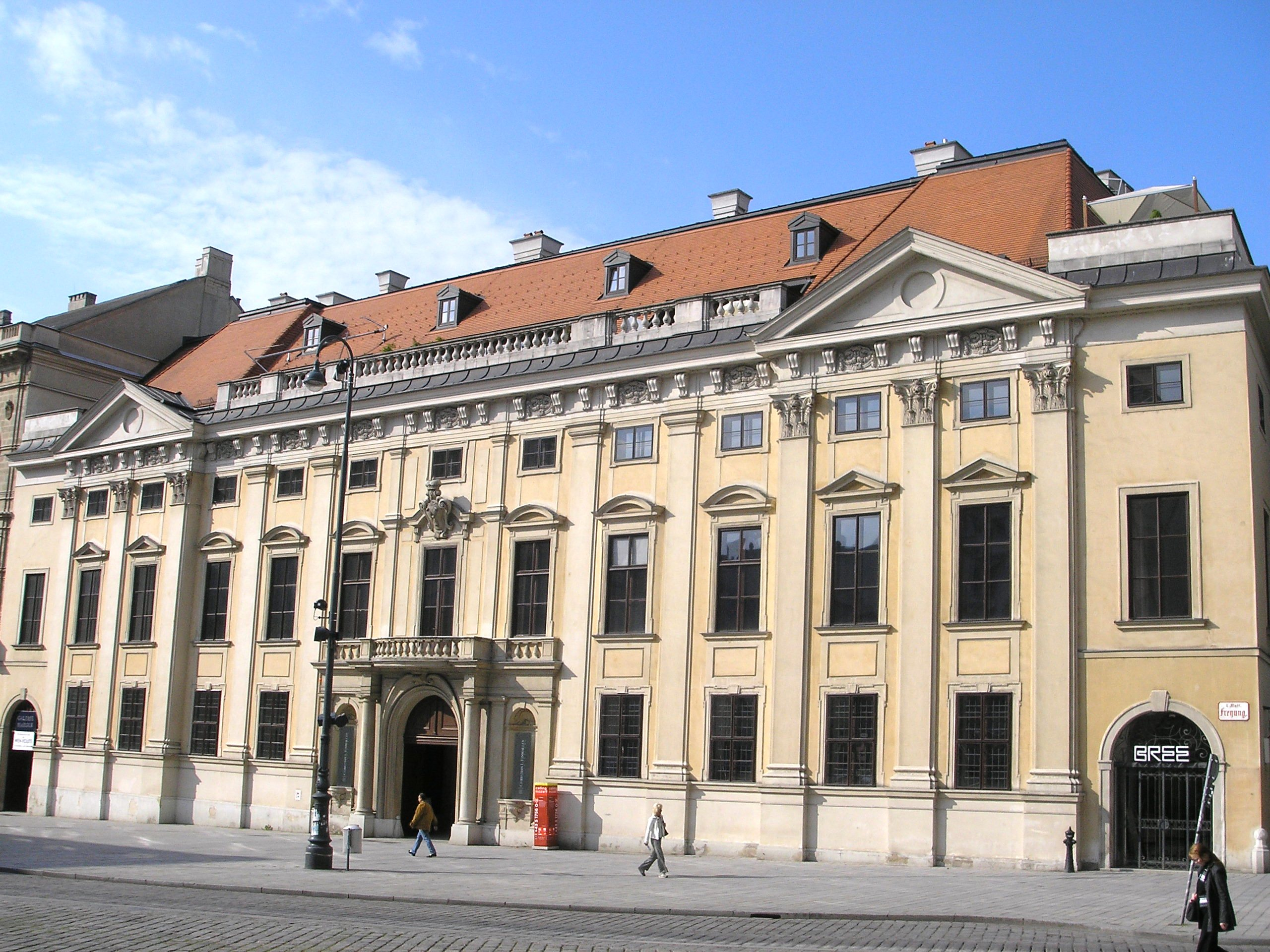
Palais Harrach de Vienne
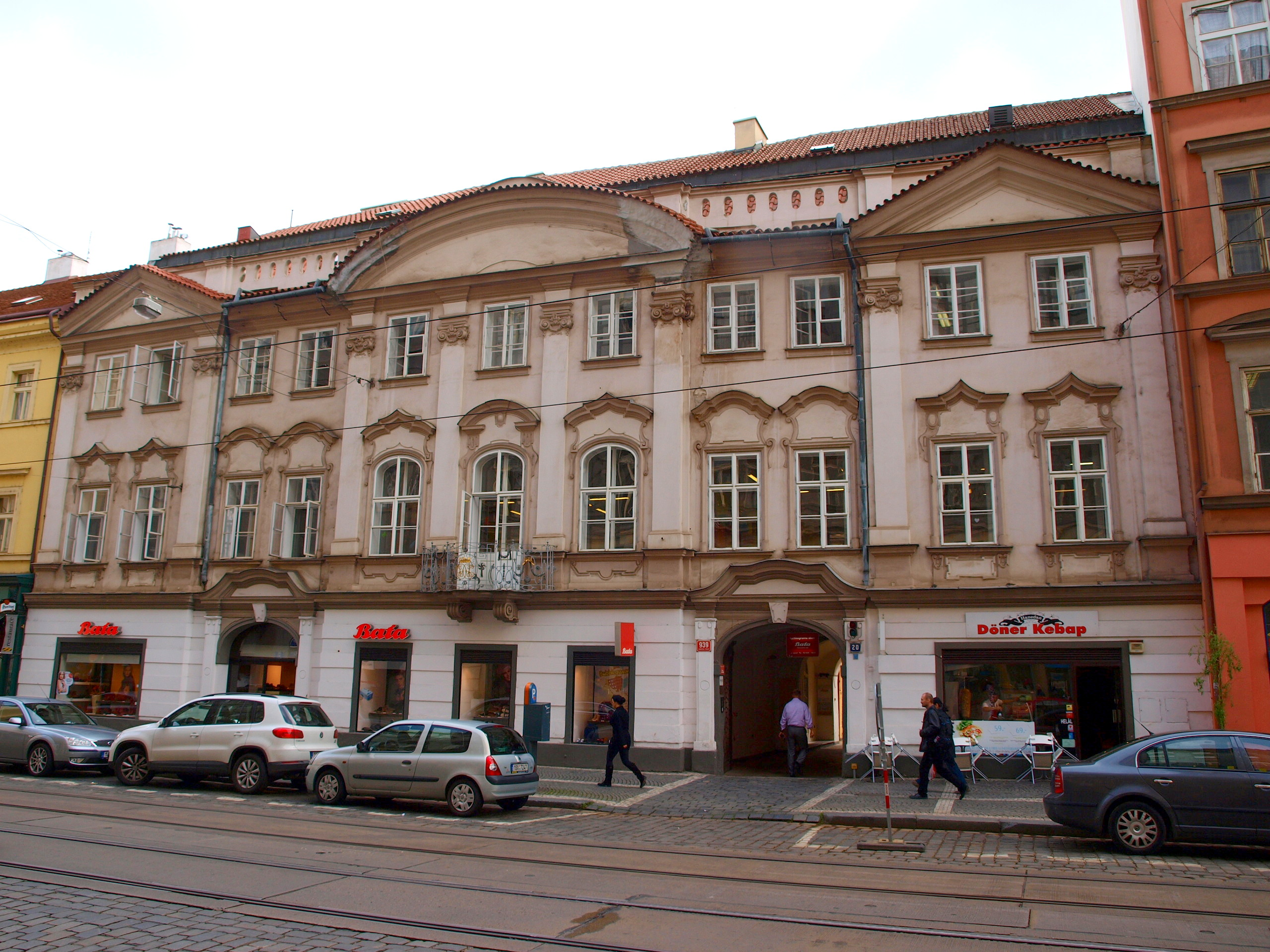
Palais Harrach à Prague
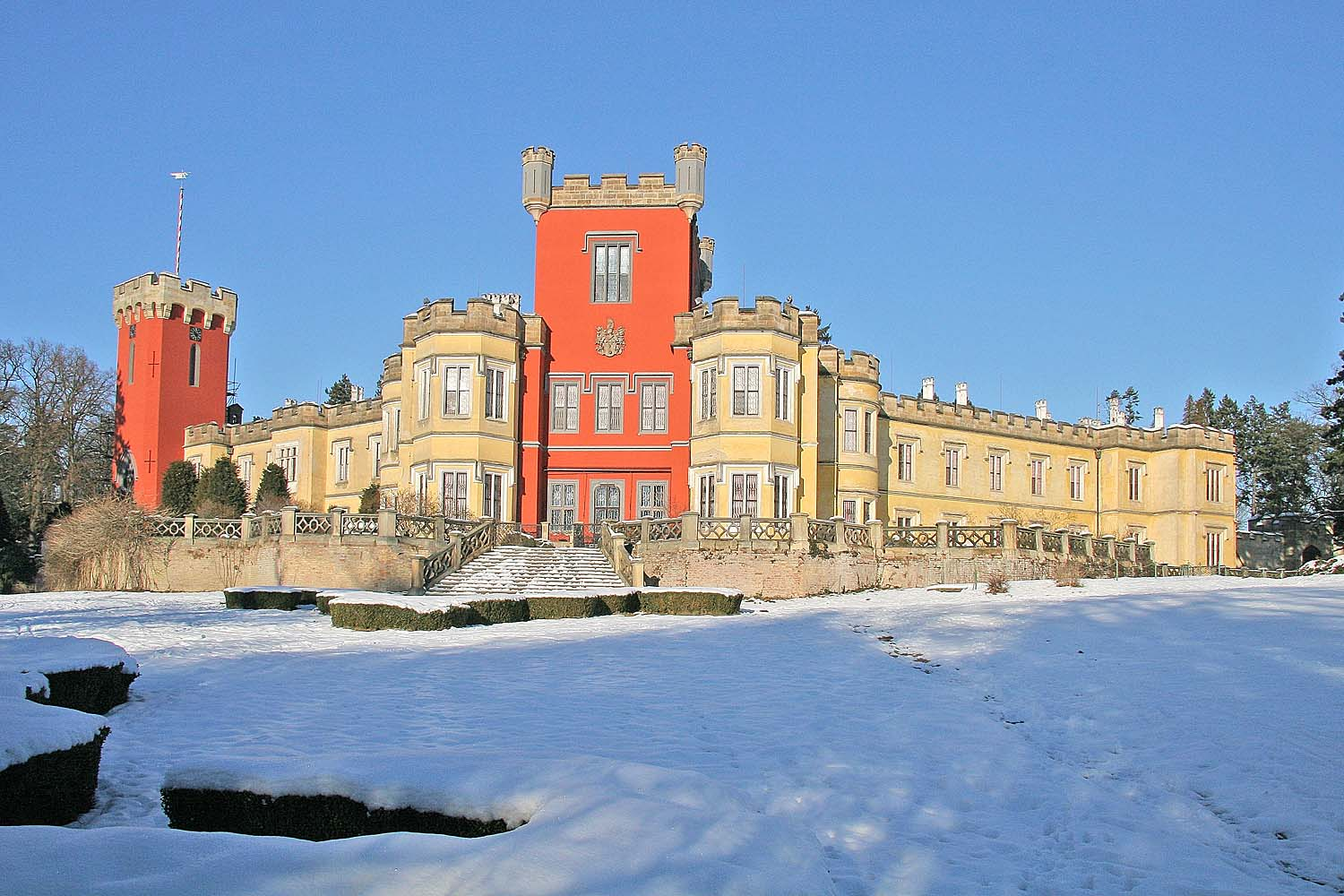
Hrádek u Nechanic
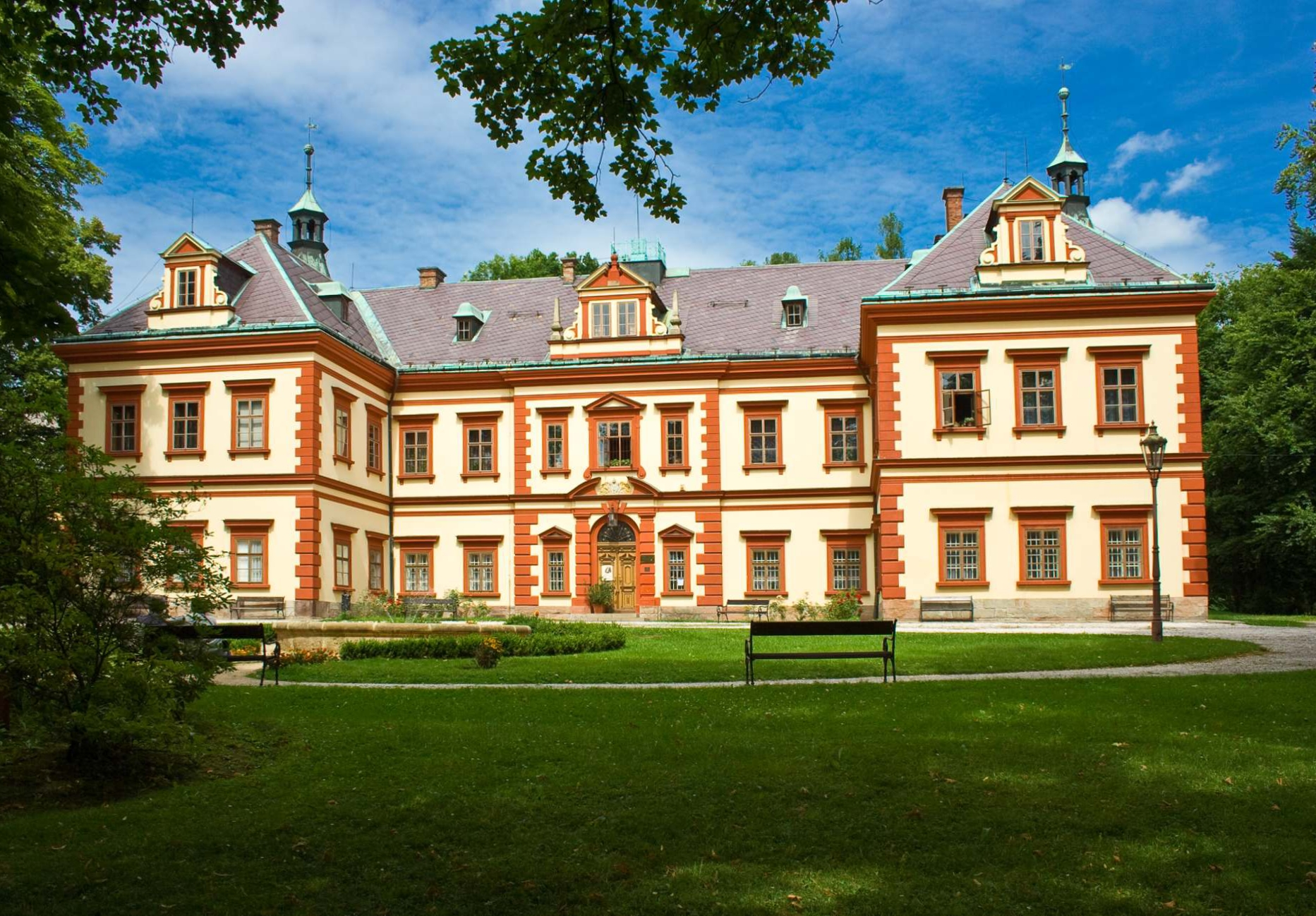
Jilemnice